# Нойберг (Гессен)
Нойберг (нім. Neuberg) — сільська громада в Німеччині, знаходиться в землі Гессен. Підпорядковується адміністративному округу Дармштадт. Входить до складу району Майн-Кінціг.
Площа — 10,54 км2. Населення становить 5404 ос. (станом на 31 грудня 2020).